# SlutWalk

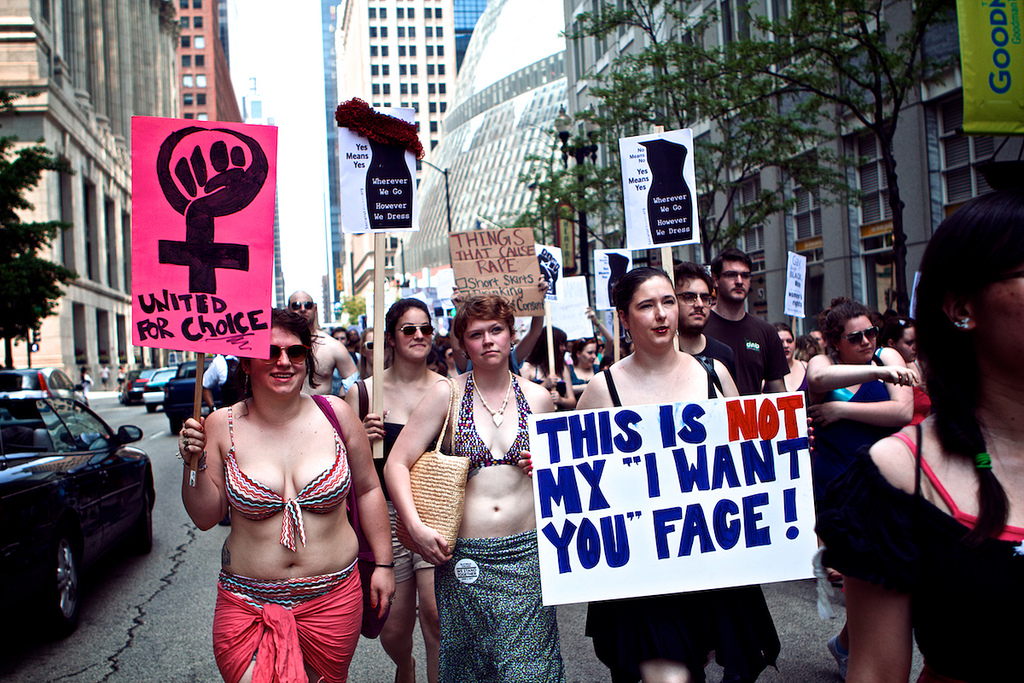
Slut Walk, Chicago, 4 giugno, 2011

Il termine SlutWalk identifica una serie di manifestazioni contro la violenza sulle donne, iniziate il 3 aprile 2011 a Toronto e divenute un movimento di protesta in tutto il mondo.
I partecipanti protestano contro la spiegazione o giustificazione dello stupro in riferimento a qualsiasi idea sulle apparenze di una donna. Il movimento è nato quando l'agente Michael Sanguinetti, un ufficiale della polizia di Toronto, ha suggerito che per essere al sicuro, "le donne dovrebbero evitare di vestirsi come troie," parola quest'ultima che in inglese si traduce 'slut'.

## Storia

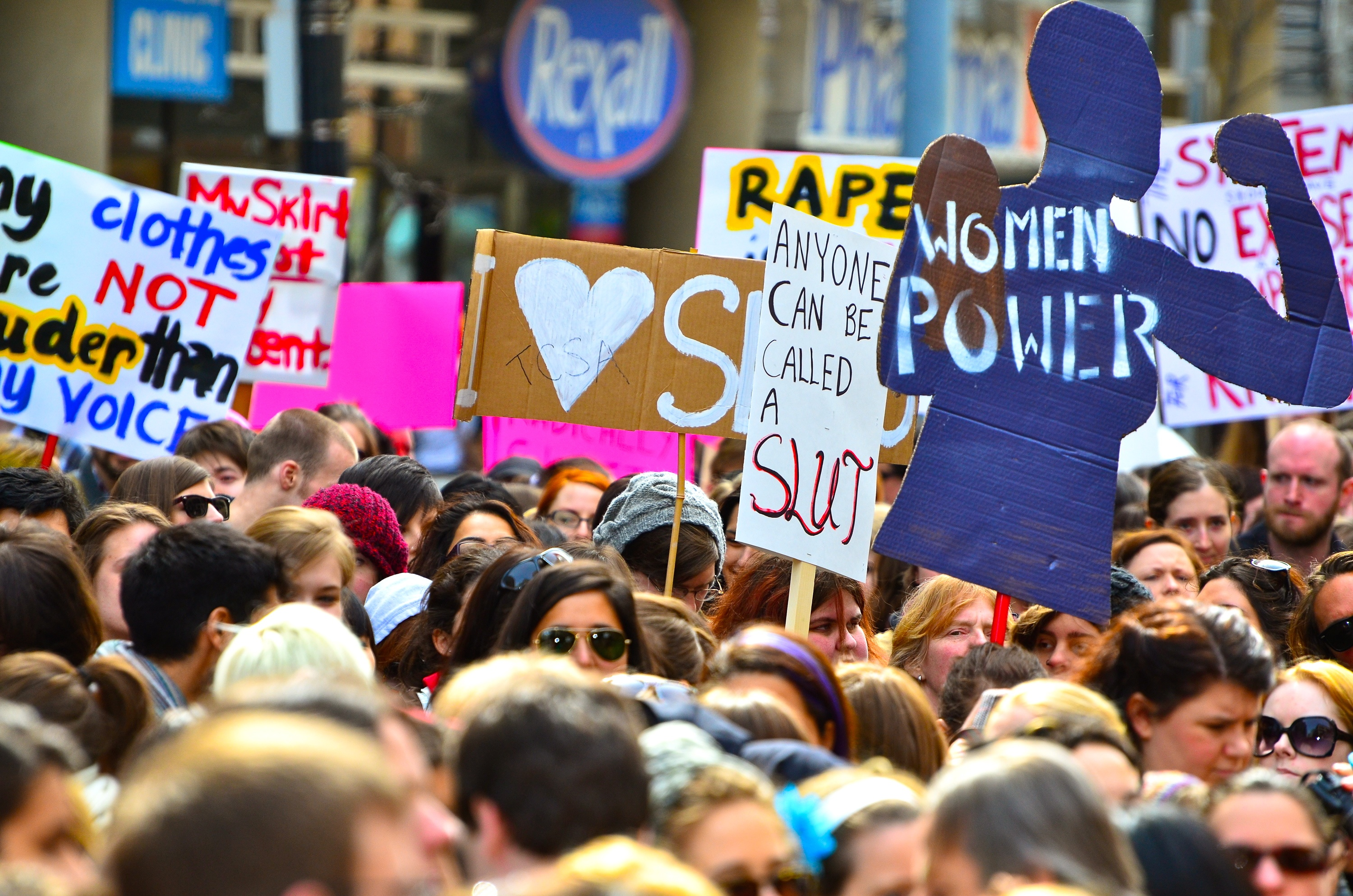
The first SlutWalk demonstration slogans in Toronto, ON, 3 April 2011

Il 24 gennaio 2011 l'agente Michael Sanguinetti è stato relatore in un incontro sulla sicurezza nell'Università di York, dove si è discusso il problema della prevenzione della criminalità. In questo contesto ha commentato: "le donne dovrebbero evitare di vestirsi come troie per non cadere vittime di violenze." Le co-fondatrici Sonya Barnett e Heather Jarvis hanno quindi deciso di utilizzare il termine slut (troia) nella loro manifestazione. Il sito web dell'organizzazione osserva che mentre, storicamente, il termine "slut" è stato utilizzato prevalentemente con accezione negativa, lo scopo delle SlutWalks è quello di riscattare il nome dai suoi aspetti negativi. Le organizzatrici scrivono anche che le donne sono "stanche di essere oppresse nella colpevolizzazione dei comportamenti cosiddetti 'da troia' o di essere giudicate per la nostra sessualità, col risultato di sentirci perpetuamente a rischio." E continuano: "Essere in controllo della nostra vita sessuale non dovrebbe significare che ci stiamo rendendo disponibili alla violenza, a prescindere se si partecipi al sesso per piacere o per lavoro" Sanguinetti in seguito ha chiesto scusa per la sua dichiarazione.
Il 3 aprile 2011, oltre 3.000 persone si sono riunite a Queen's Park (Toronto). La giornata è iniziata con degli interventi, poi la folla ha proceduto fino alla Questura di Toronto. Nonostante il sito web del gruppo avesse esortato le donne a indossare i vestiti di ogni giorno (a simboleggiare le donne comuni che vengono assalite sessualmente durante le attività quotidiane), molte donne si sono presentate in abiti provocanti. L'idea si è diffusa per le principali città degli Stati Uniti, Canada, Regno Unito, Australia, Nuova Zelanda, Africa, Asia ed Europa. Gli eventi hanno visto la partecipazione di migliaia di donne e uomini e hanno ricevuto l'attenzione dei media internazionali.

## Caratteristiche
La protesta assume la forma di una marcia, soprattutto da parte di giovani donne, in cui l'abbigliamento va dal quotidiano a ciò che viene considerato "provocante". Vi tengono luogo anche dibattiti e workshop. Alcuni obiettori hanno osservato che questo approccio è un esempio di donne che definiscono la loro sessualità in termini maschili.

## Considerazioni

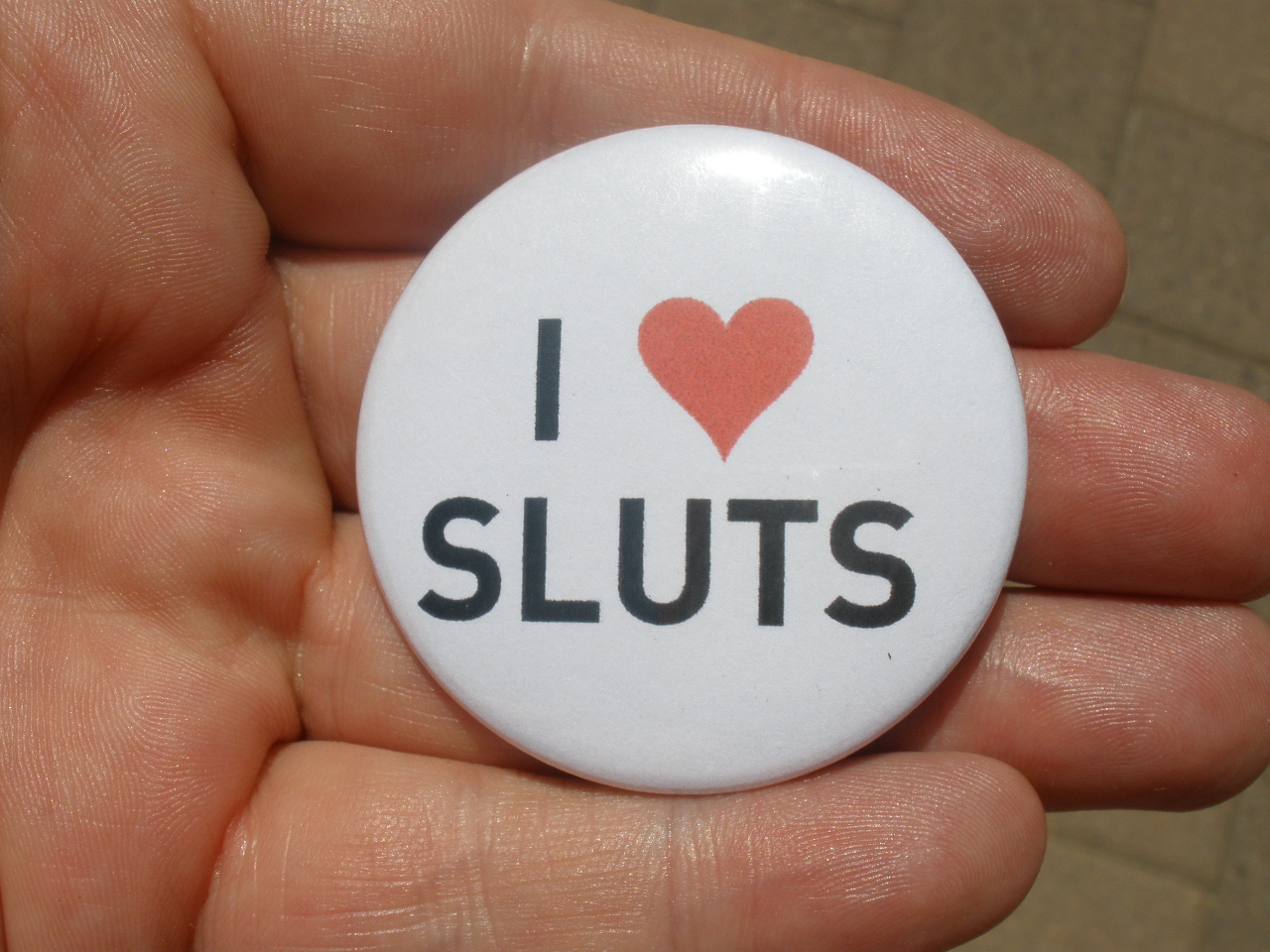
Denver SlutWalk pulsante, 2 luglio 2011

È stato osservato che i suggerimenti alle donne sul modo di vestire potrebbero essere considerati materia di gestione del rischio e non devono essere visti come reciprocamente esclusivi, altrimenti si finisce col colpevolizzare la vittima.
La professoressa Gail Dines e Melinda Tankard Reist hanno suggerito che la parola troia è intrinsecamente indivisibile dall'opposizione binaria madonna / puttana  e quindi "senza possibilità di redenzione." Dicono: "Le donne devono trovare il modo di crearsi la propria sessualità autentica, fuori dai termini definiti intorno al maschio come troia."
Alcuni hanno osservato come l'uso del termine 'troia' sollevi le ire di coloro che sono preoccupati per la "'pornificazione' della società e la pressione sulle ragazze giovani a sembrare tutte come la bambola Barbie." Altri hanno detto: "Le donne non dovrebbero protestare per il diritto a essere chiamate troie."
La deputata conservatrice britannica Louise Bagshawe ha contestato la SlutWalk "sulla base del fatto che 'onora la promiscuità'," che secondo lei è dannosa". Ha anche aggiunto: "la promiscuità non è l'eguaglianza."
Alcuni commentatori della SlutWalk l'hanno messa in relazione con la filosofia di Reclaim the Night, sostenendo che, mentre gli obiettivi avrebbero potuto essere simili, il tentativo di recuperare il termine 'troia' e il suo uso prominente nel titolo del movimento serve a creare difficoltà per il pubblico nel differenziare la politica di SlutWalk dalle sue rappresentazioni mediatiche.